# Takopi's Original Sin
Takopi's Original Sin (яп. タコピーの原罪, Takopī no Genzai, укр. Первородний гріх Такопі) — японська вебманґа, написана та проілюстрована Taizan 5. Вона публікувалася на вебплатформі Shōnen Jump+ видавництва Shueisha з грудня 2021 року по березень 2022 року, а її розділи були зібрані у двох томах танкобон. Аніме-адаптація формату ONA (оригінальна мережева анімація), створена студією Enishiya, вийшла в червні 2025 року.

## Сюжет
Нну-Ану-Кф — прибулець, який зовні нагадує восьминога. Він прибув із планети Щастя з метою поширювати щастя серед інших. Після аварійної посадки на Землю та втечі від федеральної влади, він зустрічає Шідзуку — 9-річну дівчинку, яку безжально цькує однокласниця Маріна, і єдиною розрадою для неї є її собака Чаппі. Побачивши, що інопланетянин схожий на восьминога, Шідзука називає його Такопі. Такопі вирішує використати ґаджети зі своєї планети, щоб допомогти Шідзуці. Однак після того, як Маріна навмисно провокує Чаппі, щоб він її вкусив, аби тварину забрали служби контролю за тваринами, Шідзука використовує один із ґаджетів Такопі, щоб вчинити самогубство. Усвідомивши серйозність ситуації, Такопі застосовує інший ґаджет, щоб повернутися в минуле, сподіваючись покращити життя Шідзуки.
В одній із цих часових петель, під час протистояння між Шідзукою та її кривдницею Маріною, Такопі вчиняє вбивство, використовуючи Камеру Щастя. Під час цього пристрій ламається, що унеможливлює подальше повернення в часі. У відчаї, намагаючись приховати злочин, Такопі за допомогою однокласника Шідзуки, Наокі Адзуми, ховає тіло Маріни всередині одного зі своїх гаджетів, а потім видає себе за неї. Однак обман швидко розкривається: імітація Маріни у виконанні Такопі є непереконливою, і група працівників незабаром натрапляє на приховане тіло. Тим часом Шідзука використовує нестабільний психічний стан Наокі — його параноїдальний страх бути викритим, відчайдушні спроби врятувати її собаку та тиск матері, яка звинувачує його за кожну погану оцінку.
З кожним повторенням часової петлі поступово відкриваються сцени з розбитого домашнього життя головних героїв, які пояснюють джерела їхнього страждання — байдужість, насильство й самотність, що повільно спотворюють їхню поведінку та штовхають на відчайдушні вчинки.

## Персонажі
Такопі (яп. タコピー, Takopī) / Нну-Ану-Кф (яп. んうえいぬkf)
Інопланетянин з планети Щастя, який нагадує восьминога, — це Хаппіан на ім'я Такопі. Його мета — поширювати щастя серед інших за допомогою різноманітних гаджетів. Однак його наївний та спрощений погляд на світ стикається з труднощами, коли він зустрічається з складною мораллю та природою людських істот. Згодом виявляється, що Такопі вперше зустрів підлітка Маріну. Вона розповіла, що вважає Шідзуку винною у всіх своїх нещастях і хоче її смерті, що спонукало Такопі відправити себе назад у часі, аби виконати бажання Маріни. Проте, Такопі втратив свої спогади і забув свою мету, в результаті чого подружився з Шідзукою. Побачивши, що його вчинки приносять більше шкоди, ніж користі, Такопі пожертвував собою, щоб повернутися у минуле і дати Шідзуці та Маріні краще майбутнє.
Шідзука Кудзе (яп. 久世 しずか, Kuze Shizuka)
Дівчина, з якою Такопі знайомиться після свого прибуття на Землю. Вона є жертвою булінгу у школі через роботу своєї матері як ескортниці, і знаходить розраду лише вдома, з її собакою Чаппі. Вона скоює самогубство після того як Чаппі забрали, але її врятував Такопі, повернувши час назад. З часом психологічний стан Шідзуки починає поступово руйнуватися через самотність. Зрештою вона вирушає до свого біологічного батька, але дізнається, що у нього нова родина. Вона вирішує знищити його щастя, чого Такопі старається запобігти, усвідомивши, що її вчинки завдають більше шкоди, ніж користі. У новій часовій лінії Шідзука та Маріна стають найкращими подругами після того, як мимоволі розуміють, що вони пов'язані між собою завдяки Такопі.
Маріна Кірарадзака (яп. 雲母坂 まりな, Kirarazaka Marina)
Однокласниця Шідзуки, яка є її кривдницею, часто насміхаючись з її сімейної ситуації. Пізніше виявляється, що Маріна є жертвою насильства з боку своєї матері, оскільки її батько зраджував їй з матір'ю Шідзуки. Згодом Такопі згадує, що він вже був знайомий з Маріною до початку подій серіалу: тоді він вирішив вбити Шідзуку, відправивши себе назад у часі, адже саме цього хотіла Маріна. Однак Такопі втратив свої спогади і забув свою мету. Згодом, Такопі випадково вбиває Маріну і замінює її. У новій часовій лінії Маріна та Шідзука стають найкращими подругами, мимоволі розуміючи, що вони пов'язані між собою завдяки Такопі.
Наокі Адзума (яп. 東 直樹, Azuma Naoki)
Однокласник Шідзуки, який намагається підтримувати її будь-яким способом, незважаючи на те, що вона постійно відмовляється від його допомоги. Пізніше виявляється, що Наокі перебував під тиском своєї матері, яка постійно порівнювала його з його старшим братом Джуньєю, який був набагато талановитішим за нього. Наокі був у депресії через те, що його мати постійно називала його невдахою і очікувала, що він буде досягати таких самих успіхів, як і Джунья. Згодом Наокі дізнається про Такопі та смерть Маріни і допомагає Шідзуці приховати це. Наприкінці, Наокі та Джунья миряться, і Наокі зізнається, що він вбив Маріну за вмовлянням Шідзуки. У новій часовій лінії Наокі більше спілкується зі своїми іншими друзями і віддаляється від Шідзуки та Маріни.

## Медіа

### Манґа
Написано та проілюстровано Taizan 5, Takopi's Original Sin публікувався на вебплатформі Shōnen Jump+ видавництва Shueisha з 10 грудня 2021 року до 25 березня 2022 року. Шістнадцять розділів манґи було зібрано у двох томах, випущених 4 березня та 4 квітня 2022 року.

#### Список томів
| - Ітерація 01. «Тобі з 2016 року» - Ітерація 02. «Пригоди Такопі» - Ітерація 03. «Королівство Маріни» - Ітерація 04. «Такопі приходить на допомогу» | - Ітерація 05. «Втручання Наокі» - Ітерація 06. «Пригоди Наокі» - Ітерація 07. «Зізнання Такопі» |

| - Ітерація 08. «Королівство Шідзуки» - Ітерація 09. «Все добре» - Ітерація 10. «Слова гострі як ніж» - Ітерація 11. «Самостійний шлях» - Ітерація 12. «Тобі з 2022 року» | - Ітерація 13. «Первородний гріх Такопі» - Ітерація 14. «Втручання Наокі» - Ітерація 15. «Шідзука» - Ітерація 16. «Всім вам з 2016 року» |

### Аніме
У грудні 2024 року було оголошено, що серіал отримає аніме-адаптацію. Пізніше виявилося, що це буде оригінальна мережева анімація (ONA), створена студією Enishiya, а TBS займатиметься плануванням та виробництвом. Режисером і сценаристом став Шінья Ііно, дизайн персонажів розроблений Кейтою Нагахарою, а музику написав Йошіакі Фуджісава. Прем'єра серіалу відбулася 28 червня 2025 року на різних стримінгових платформах, включаючи Netflix, Amazon Prime Video, ABEMA та U-NEXT. Початковою піснею є «Happy Lucky Chappy» (яп. ハッピーラッキーチャッピー, Happī Rakkī Chappī)  у виконанні Ано, а завершальною піснею є «Glass no Sen» (яп. がらすの線, Garasu no Sen) від Tele. Серіал також транслює Crunchyroll. Medialink ліцензували серіал в Азіатсько-Тихоокеанському регіоні для потокової трансляції на YouTube-каналі Ani-One Asia.

#### Список серій
| № серії | Назва серії                                                                                       | Режисер(и)                 | Сценарист(и) | Режисер анімації                                   | Оригінальна дата показу |
| --- | ------------------------------------------------------------------------------------------------- | -------------------------- | ------------ | -------------------------------------------------- | ----------------------- |
| 1 | «Тобі з 2016 року» Транслітерація: «Nisenjūroku-nen no Kimi e» (яп. 2016年のきみへ)               | Шінья Ііно                 | Шінья Ііно   | Кейта Нагахара                                     | 28 червня 2025          |
| У 2016 році Шідзука Кудзе зустрічає інопланетянина, схожого на восьминога, на ім'я Нну-Ану-Кф, якого вона називає Такопі. Висловлюючи свою місію поширювати щастя, Такопі намагається подружитися з нею, але вона його ігнорує. Побачивши Шідзуку в крові, Такопі пропонує їй стрічку дружби, незважаючи на заборону роздавати свої гаджети. Шідзука бере подарунок і йде, але Такопі турбується, коли вона не повертається, і відвідує її будинок, але бачить, що Шідзука повісилася на стрічці. Розуміючи, що не зміг зрозуміти її біль, Такопі використовує Камеру Щастя, щоб повернутися в минуле і врятувати її. У школі вона дізнається, що Шідзука зазнає знущань з боку Маріни Кірарадзаки. Такопі маскується в Шідзуку, щоб примиритися з Маріною, але стикається з жорстокістю Маріни на власному досвіді, що лякає його. Дізнавшись про всі подробиці стосунків дівчат, Такопі знову повертає час назад, щоб зупинити знущання. Це невелике втручання спонукає Шідзуку подякувати Такопі, сказавши, що її життя трохи покращилося з його приходом, що приносить Такопі деяке задоволення. Маріна розлючується через зміну поведінки Шідзуки і повертається додому, де змушена терпіти знущання матері через роман батька з матір'ю Шідзуки.                                                                                            |                                                                                                   |                            |              |                                                    |                         |
| 2 | «Спасіння Такопі» Транслітерація: «Takopī no Kyūsai» (яп. タコピーの救済)                         | Моаанг                     | Ко Некота    | Моаанг                                             | 5 липня 2025            |
| Шідзука виводить свою собаку Чаппі на прогулянку разом із Такопі. Маріна раптово нападає на Шідзуку, через що Чаппі кусає Маріну і його забирають до притулку для тварин. Розуміючи, що ця сутичка призведе до самогубства Шідзуки і є неминучою, незважаючи на численні часові петлі. Мати Шідзуки каже доньці, що Чаппі буде під опікою її батька. Такопі закликає її наступного дня піти до школи, де вона все ще зазнає знущань з боку Маріни, хоча Наокі Адзума втручається на захист Шідзуки. Після школи Маріна вирішує зустрітися з Шідзукою в лісі, що змушує Такопі повірити, що вони тепер примиряться. Однак Такопі бачить, як Маріна жорстоко б'є Шідзуку, звинувачуючи її в проблемах своєї сім'ї і наполягаючи, що Чаппі мертвий. Не витримавши більше знущань над Шідзукою, Такопі випадково вбиває Маріну за допомогою Камери Щастя. Такопі намагається повернути час назад, щоб виправити свою помилку, але виявляє, що камера більше не працює. Шідзука радіє і дякує збентеженому Такопі за вбивство Маріни, заспокоюючи його. Вона і Такопі залишають тіло Маріни, а Такопі зазначає, що назад дороги немає. |                                                                                                   |                            |              |                                                    |                         |
| 3 | «Зізнання Такопі» Транслітерація: «Takopī no Kokkai» (яп. タコピーの告解)                         | Рікка                      | Шінья Ііно   | Рікка, Хіротоші Арай & Цуйоші Ііда                 | 12 липня 2025           |
| Наокі, стурбований благополуччям Шідзуки, зустрічає її і Такопі, а потім знаходить труп Маріни. Наокі вимагає, щоб Шідзука здалася поліції, але після того, як вона викликає у нього почуття провини і прагне любові, Наокі допомагає приховати вбивство Маріни, використовуючи один із пристосувань Такопі. Згодом трійця зближується, і Наокі планує поїздку до Токіо, щоб відвідати Чаппі. Такопі допомагає Наокі вкрасти перстень його старшого брата Джуньї. Шідзука підбадьорює їх, але вони зазнають невдачі. Наокі зі сльозами на очах згадує, як його позбавляла любові мати, яка постійно порівнювала його з більш успішним Джуньєю. Тим часом Такопі також доручають імітувати Маріну в школі та вдома, і він стає свідком сварки її батьків. Такопі, розмірковуючи про свою нездатність повернутися на планету Щастя, погоджується приєднатися до батька Маріни, щоб наблизитися до мети Шідзуки і Наокі. Пізніше мати Марини накидається на Такопі (у тілі Маріни) за те, що він не став на її бік, і вимагає повернути справжню Маріну. Такопі таємно розридається і висловлює жаль за вбивство Маріни, розмірковуючи над своїми діями і переживаючи життя Маріни. Наступного дня група робітників знаходить труп Маріни. |                                                                                                   |                            |              |                                                    |                         |
| 4 | «Спасіння Адзуми» Транслітерація: «Azuma-kun no Kyūsai» (яп. 東くんの救済)                        | Тоя Оошіма                 | Ко Некота    | Хаяте Накамура                                     | 19 липня 2025           |
| Після того, як вбивство Маріни стало публічним, Наокі панікує, що він, Такопі та Шідзука будуть виявлені поліцією. Він прискорює їхню поїздку до Токіо і поступово ламається від стресу, приховуючи це від Джуньї та їхньої матері. Наокі розповідає, як він відчував себе нелюбимим у родині, коли зростав, що посилилося через його невдалі спроби захистити Шідзуку від знущань Маріни. Після того, як Шідзука починає приділяти йому увагу після приховування вбивства Маріни, Наокі робить все можливе, щоб зберегти цю залишкову прихильність. Пізніше Шідзука каже йому здатися поліції, звільняючи себе від провини і обіцяючи, що буде чекати на нього. Джунья помічає стрес Наокі і запевняє його, що вислухає його проблеми; Наокі, вперше відчувши любов своєї сім'ї, плаче і зізнається у своїй причетності до вбивства Маріни. Поліція вважає, що Наокі був змушений це зробити, і пов'язує його причетність із свідченнями про дивну поведінку Маріни в школі за словами однокласників, що вказує на Шідзуку як на винуватицю. Коли Такопі пропонує їй також зізнатися, Шідзука замість цього каже Такопі, що вони поїдуть до Токіо без Наокі. |                                                                                                   |                            |              |                                                    |                         |
| 5 | «Тобі з 2022 року» Транслітерація: «Nisennijūni-nen no Kimi e» (яп. 2022年のきみへ)               | Хіротака Морі              | Ко Некота    | Цзі І Чжуо                                         | 26 липня 2025           |
| Такопі і Шідзука прибувають до Токіо, але виявляють, що батько Шідзуки вже має нову сім'ю, а Чаппі там ніколи не було. Вважаючи, що сім'я з'їла Чаппі, Шідзука вирішує вбити їх, щоб повернути його останки. Такопі благає її зупинитися, але вона вважає це зрадою і збиває Такопі з ніг. Поки Такопі непритомний, він згадує своє забуте минуле: у 2022 році він подружився з підлітком Маріною, яка страждала від жорстокого поводження з боку матері. Маріна зустрічалася з Наокі, але його увага переключилася на Шідзуку після її повернення, залишивши Маріну емоційно ізольованою. Коли одного дня Наокі не з'явився, мати Маріни, підозрюючи, що вони розійшлися, знову знущалася з Маріни. Через самооборону донька вбила матір. Звинувачуючи в усьому Шідзуку, Такопі вирішив вбити її, але Маріна наклала на себе руки. Щоб виправити ситуацію, Такопі використав Великий годинник щастя планети Щастя, щоб повернутися в минуле, але матір планети стерла його спогади про Маріну. Прийшовши до тями, Такопі переповнює розгубленість. Згадавши страждання Маріни та свої минулі рішення. Такопі повертається до місця, де вперше зустрів Шідзуку та Маріну, розмірковуючи про моральність та біль, який вони всі пережили. У цей час Наокі натрапляє на нього.                                                                      |                                                                                                   |                            |              |                                                    |                         |
| 6 | «Всім вам з 2016 року» Транслітерація: «Nisenjūroku-nen no Kimi-tachi e» (яп. 2016年のきみたちへ) | Шінья Ііно & Масаюкі Сакой | Шінья Ііно   | Кейта Нагахара, Хіротоші Арай, Тоя Оошіма & Моаанг | 2 серпня 2025           |
| Такопі розповідає Наокі про страждання Шідзуки, але Наокі не може допомогти, оскільки його сім'я переживає важкі часи після його зізнання. Проте він дякує Такопі за те, що той подарував йому і Шідзуці моменти щастя, і повертає Камеру Щастя. Кілька місяців по тому Такопі знаходить Шідзуку, яка все ще шукає Чаппі. Такопі благає її зупинитися і вибачається за те, що не зрозумів її болю. Шідзука нарешті не витримує і плаче. Утішаючи її, Такопі вирішує використати своє життя для активації Камери Щастя та повернення часу назад, даючи їй другий шанс. Перед тим, як пожертвувати собою, Такопі дякує їй. Часова лінія повертається до першої зустрічі Шідзуки з Такопі, хоча Такопі фізично більше не існує. Проте слабкі спогади все ще залишаються, і Шідзука з Маріною здатні зіткнутися зі своїми травмами та помиритися, ридаючи, коли знаходять ескіз Такопі. Наокі також відчуває притягнення до Джуньї і емоційно віддаляється від дівчат. Перед тим, як Такопі остаточно зникає, він сподівається, що ця трійця виросте щасливими дорослими, незважаючи на їх важке дитинство. Через шість років, у 2022 році, Шідзука та Маріна є найкращими подругами, дражнячи одна одну через свої дисфункціональні родини, поки вони купують канцелярські товари. Там вони помічають набір ручок, схожий на один з гаджетів Такопі. |                                                                                                   |                            |              |                                                    |                         |

## Сприйняття
Takopi's Original Sin отримав приз за досконалість на 51-й церемонії вручення премій Асоціації карикатуристів Японії у 2022 році. Серіал посів третє місце у списку найкращої манґи для чоловіків Kono Manga ga Sugoi! видавництва Takarajimasha у 2023 році. Серіал посів дев'яте місце в рейтингу «Найкраща манґа 2023 року Kono Manga wo Yome!» за версією журналу Freestyle. У 2023 році вона була номінована на 16-ту премію Manga Taishō та посіла 10-те місце з 11 номінантів. Того ж року вона була номінована на 27-му Культурну премію Тедзуки Осаму. Манґу було номіновано на 54-ту премію Сейун у категорії «Найкращий комікс» у 2023 році.
У лютому 2022 року повідомлялося, що серіал перевищив 2 мільйони переглядів на день на платформі Shōnen Jump+. За перший тиждень перший том було продано тиражем 41 277 примірників, а другий том — 198 505 примірників. До травня 2022 року тираж манґи, включаючи цифрові версії, перевищив 1,2 мільйона примірників.